# Crotalaria calliantha
Crotalaria calliantha är en ärtväxtart som beskrevs av Roger Marcus Polhill. Crotalaria calliantha ingår i släktet sunnhampor, och familjen ärtväxter. Inga underarter finns listade i Catalogue of Life.